# Caleb Shepherd
Caleb Shepherd (n. 29 iunie 1993, Huntly⁠(d), Waikato⁠(d), Noua Zeelandă) este un timonier ce a reprezentat Noua Zeelandă, medaliat olimpic. A participat la 2 ediții ale Jocurilor Olimpice (2016, 2020) în care a câștigat o medalie de argint.